# Liste der Einträge im National Register of Historic Places im Garvin County
Diese Liste der Einträge im National Register of Historic Places im Garvin County enthält alle im Garvin County, Oklahoma in das National Register of Historic Places eingetragenen Gebäude, Bauwerke, Objekte, Stätten oder historischen Distrikte.
Diese Liste entspricht dem Bearbeitungsstand des National Park Service/National Register of Historic Places vom 11. Oktober 2024.

## Legende
| NRHP | Historic Place             |
| HD   | National Historic District |

## Aktuelle Einträge
| [ 2 ] | Name                                     | Bild                                     | Eintragsdatum                 | Lage | Ort                  | Beschreibung |
| ----- | ---------------------------------------- | ---------------------------------------- | ----------------------------- | --- | -------------------- | ------------ |
| 1     | Antioch Dependent School District No. 15 | Antioch Dependent School District No. 15 | 6. Dez. 2004 ID-Nr. 04001333  | westlich der Straßenkreuzung der Antioch Road und dem Oklahoma State Highway 74 34° 43′ 30″ N, 97° 24′ 42″ W | Elmore City          |              |
| 2     | Beaty School                             |                                          | 8. Sep. 2017 ID-Nr. 100001592 | Cty. Rd. 3210 an der Royal Oaks Road 34° 43′ 28,8″ N, 97° 16′ 58,5″ W                                        | Pauls Valley, Vorort |              |
| 3     | Erin Springs Mansion                     | Erin Springs Mansion                     | 22. Juni 1970 ID-Nr. 70000534 | südlich vom Washita River 34° 48′ 30″ N, 97° 36′ 15,8″ W                                                     | Erin Springs         |              |
| 4     | Eskridge Hotel                           | Eskridge Hotel                           | 3. Okt. 1979 ID-Nr. 79001994  | 114 E. Robert S. Kerr Street 34° 38′ 36″ N, 97° 10′ 9,8″ W                                                   | Wynnewood            |              |
| 5     | First National Bank Building             | First National Bank Building             | 14. Juni 2001 ID-Nr. 01000659 | 100 W. Main 34° 47′ 44″ N, 96° 57′ 43,9″ W                                                                   | Stratford            |              |
| 6     | Fort Arbuckle Site                       |                                          | 13. Juni 1972 ID-Nr. 72001064 | nördlich von Hoover am Oklahoma State Highway 7 34° 31′ 39″ N, 97° 15′ 0″ W                                  | Hoover               |              |
| 7     | Garvin County Courthouse                 | Garvin County Courthouse                 | 8. Nov. 1985 ID-Nr. 85002758  | Courthouse Square und Grant Avenue 34° 44′ 25″ N, 97° 13′ 18″ W                                              | Pauls Valley         |              |
| 8     | Hargis-Mitchell-Cochran House            | Hargis-Mitchell-Cochran House            | 2. Juni 1982 ID-Nr. 82003684  | 204 E. Robert S. Kerr Street 34° 38′ 35″ N, 97° 10′ 8″ W                                                     | Wynnewood            |              |
| 9     | Initial Point                            |                                          | 6. Okt. 1970 ID-Nr. 70000533  | westlich von Davis an der Garvin/Murray Countygrenze 34° 30′ 24″ N, 97° 14′ 49″ W                            | Davis                |              |
| 10    | Moore-Settle House                       | Moore-Settle House                       | 25. März 1983 ID-Nr. 83002086 | 508 E. Cherokee Street 34° 38′ 34″ N, 97° 9′ 50″ W                                                           | Wynnewood            |              |
| 11    | Pauls Valley Historic District           | weitere Bilder                           | 1. Feb. 1979 ID-Nr. 79001993  | zwischen der Eisenbahnstrecke, der Grant Avenue und Joy Street 34° 44′ 24″ N, 97° 13′ 10″ W                  | Pauls Valley         |              |
| 12    | Santa Fe Depot of Lindsay                | Santa Fe Depot of Lindsay                | 25. Apr. 1986 ID-Nr. 86000863 | 120 N. Main 34° 50′ 14″ N, 97° 36′ 9″ W                                                                      | Lindsay              |              |